# La Porta
La Porta (in corso A Porta d'Ampugnani) è un comune francese di 239 abitanti situato nel dipartimento dell'Alta Corsica nella regione della Corsica. La Porta è stato il capoluogo storico della Castagniccia, ed è il villaggio natale di Orazio Sebastiani, maresciallo di Francia sotto la monarchia di luglio.

## Geografia
La Porta è situata nella regione naturale della Castagniccia, nella Corsica nord-orientale, lungo le pendici del Monte San Petrone.

## Storia
In epoca medievale La Porta era in inclusa nel territorio della pieve di Ampugnani, nella diocesi di Accia, ora soppressa.

## Monumenti e luoghi d'interesse

### Architetture religiose
- Chiesa di San Giovanni Battista, del XVIII secolo in stile barocco con il suo alto campanile.

## Società

### Evoluzione demografica
Abitanti censiti